# اوکتیابرسکایا گوتنیا
اوکتیابرسکایا گوتنیا (انگلیسی: Oktyabrskaya Gotnya) یک شهرک در بخش بوریسوفسکی استان بلگورود کشور روسیه است.